# Arenaria leucasteria
Arenaria leucasteria là loài thực vật có hoa thuộc họ Cẩm chướng. Loài này được Mattf. mô tả khoa học đầu tiên năm 1932.